# Jurassephemera zhangi
Jurassephemera zhangi (лат.) — ископаемый вид подёнок, единственный в роде Jurassephemera из семейства Sharephemeridae. Юрский период, Китай.

## Описание
Длина тела от 12 до 15,6 мм. Новый род и вид характеризуется умеренным размером, маленькой головой с редуцированными сложными глазами, телом с десятью брюшными сегментами; округло-треугольной формой передних крыльев, жилкой R, разделяющейся три раза, образуя пять жилок и три триады; жилками MA, MP и CuA, прямыми, все в основании развиваются один раз с одиночными триадами между ними; хорошо развиты поперечные жилки; заднее крыло овальное, намного меньше переднего, с жилками в целом радиальными и одиночными. Наблюдения с помощью СЭМ также показывают, что поперечные жилки развиты гораздо сильнее, чем это было ранее признано при оптическом освещении. Брюшко длинное и изогнутое на боковом виде, видимы десять сегментов, ширина постепенно сужается от I до X сегмента брюшка; дорсальная нервная трубка проходит через середину брюшка. Хвостовые нити хрупкие и сохранились не полностью. Ноги неполные, различимы только две пары бёдер и голеней костей.

## Таксономия и этимология
Вид был впервые описан в 2022 году группой энтомологов из Китая, США и Великобритании по материалам отпечатков двух экземпляров (голотипа NIGP180514 и паратипа  NIGP180515) из юрских отложений южного Китая: Shiti Formation, Гуанси-Чжуанский автономный район. Видовое название J. zhangi дано в честь палеоэнтомолога профессора Zhang Junfeng. Родовое название Jurassephemera состоит из двух слов. Первое отражает его нахождение в юрском периоде, а второе включает традиционное использование имени типового рода подёнок Ephemera Linnaeus, 1758. Это первое сообщение о семействе Sharephemeridae из Китая увеличивает его разнообразие и палеогеографическое распространение.